# Kagema
Kagema (陰間) est un terme historique japonais désignant de jeunes prostitués mâles dans le Japon de l'époque d'Edo (1603-1867). Ceux-ci étaient souvent des apprentis acteurs de kabuki (qui étaient eux-mêmes parfois prostitués à l'occasion) et offraient leurs faveurs à une clientèle autant masculine que féminine.

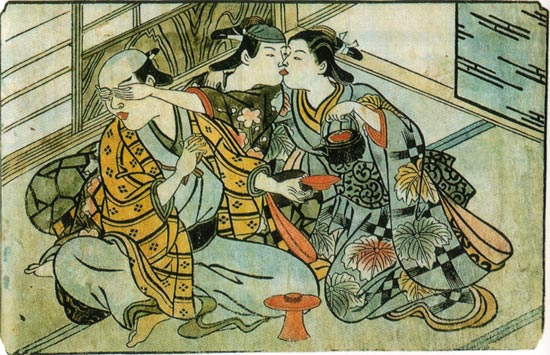
Un wakashū (sûrement un kagema) glisse un baiser à une prostituée dans le dos de son client. Nishikawa Sukenobu, vers 1716-1735. Dessin shunga.

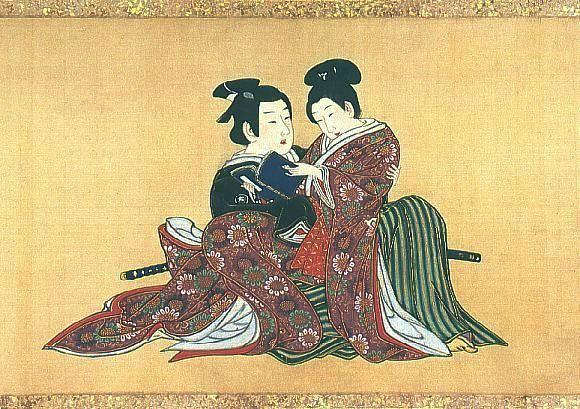
Un kagema est assis sur les genoux de son protecteur. Peinture de Miyagawa Isshō (1750).

Pour les clients mâles, le service préféré était le sexe anal et non la fellation homosexuelle qui n'est presque jamais mentionnée dans les documents de l'époque d'Edo. Ceci est basé sur la croyance que la jouissance de la stimulation anale était uniquement d'ordre physique et non émotionnel. La croyance que l'anus est au centre de l'énergie sexuelle est issue à l'origine des textes chinois.
Les kagema qui n'étaient pas employés par un théâtre kabuki pouvaient être embauchés dans un bordel masculin ou dans un salon de thé spécialisé dans les kagema. Plusieurs institutions étaient connues sous le terme kagemajaya. Les kagema, généralement plus demandés que les prostituées femmes de statut équivalent, connaissent un commerce fructueux au milieu du XIXe siècle malgré les restrictions pénales de plus en plus sévères. Cet intérêt croissant pour les kagema était dû pour partie à la présence de samouraïs de plus en plus nombreux dans les villes. Les garnisons de centaines de samouraïs au début du XVIIe siècle n'apportèrent pas uniquement la tradition d'amour masculine du nanshoku dans les centres urbains, mais déséquilibraient également considérablement le ratio hommes/femmes (170 hommes pour 100 femmes), ce qui limitait de toute évidence les possibilités sexuelles des jeunes hommes de la classe moyenne et les encourageait à pratiquer le nanshoku.
Les kagema étaient immensément populaires chez la classe des marchands et l'élite aisée, qui se livraient à une forme débauchée du nanshoku.
De nombreux prostitués, ainsi que beaucoup de jeunes acteurs de kabuki, avaient été vendus enfants à des bordels ou des théâtres, généralement pour des contrats de dix ans. Les kagema pouvaient se présenter en tant que yarō (« jeune homme »), wakashū (adolescent, entre 10 et 18 ans) ou comme onnagata (interprètes de rôle féminin). Cependant, la commercialisation croissante de l'homosexualité (en plus de la montée de l'influence de l'Occident) due aux kagema, provoqua la dégénérescence du nanshoku. Plutôt que de représenter une forme d'entraide masculine, le nanshoku devint associé à la stagnation morale provoquée par les quartiers de plaisirs.
Le terme est aujourd'hui devenu au Japon un mot familier pour désigner les personnes homosexuelles.

## Source de la traduction
- (en) Cet article est partiellement ou en totalité issu de l’article de Wikipédia en anglais intitulé « Kagema » (voir la liste des auteurs).